# Список наград и номинаций фильма «Мстители» (2012)
«Мсти́тели» (англ. Avengers) — американский супергеройский фильм 2012 года, основанный на одноимённой команде супергероев издания Marvel Comics. Фильм был снят компанией Marvel Studios и распространяется компанией Walt Disney Studios Motion Pictures. Является 19-м фильмом медиафраншизы «Кинематографическая вселенная Marvel» (КВМ) и первым фильмом о команде «Мстители». Режиссёром стал Джосс Уидон, а сценаристами — Уидон и Зак Пенн. В фильме приняли участие актёры Роберт Дауни-младший, Крис Эванс, Марк Руффало, Крис Хемсворт, Скарлетт Йоханссон, Джереми Реннер, Том Хиддлстон, Кларк Грегг, Коби Смолдерс и Сэмюэл Л. Джексон. По сюжету директор тайной организации «Щ.И.Т.» Ник Фьюри собирает лучших героев Земли чтобы остановить вторжение асгардского бога-изгнанника Локи.
Премьера фильма «Мстители» состоялась 11 апреля 2012 года в голливудском кинотеатре «Эль-Капитан», а 4 мая он вышел в прокат в США. Бюджет фильма составил 220 млн долларов США, при этом фильм собрал более $ 1,5 млрд, став самым кассовым фильмом 2012 года и заняв десятое место в списке самых кассовых фильмов. На сайте-агрегаторе рецензий Rotten Tomatoes фильм получил рейтинг одобрения 91 % на основе 368 отзывов со средней оценкой 8,1/10. На сайте Metacritic средневзвешенная оценка фильма составляет 69 баллов из 100 на основе 43 рецензий, что означает «преимущественно положительные отзывы». Зрители, опрошенные сайтом CinemaScore, поставили фильму среднюю оценку «A+» по шкале от «A+» до «F».
Фильм «Мстители» получил множество наград и номинаций в различных категориях. На 85-й церемонии вручения премии «Оскар» фильм был номинирован в категории «Лучшие визуальные эффекты». На 39-й церемонии вручения премии «Сатурн», фильм одержал победу в четырёх номинациях из шести, включая «Лучший научно-фантастический фильм», «Лучшая режиссёрская работа» и «Лучшие спецэффекты». На 40-й церемонии вручения премии «Энни», фильм победил в категории «Выдающиеся достижения, анимационные эффекты в постановке живого кино».
Фильм был также номинирован на три номинации премии «Выбор критиков», однако не смог одержать победу ни в одной из номинаций, при этом картина победила в категории «Лучшая постановка» на церемонии вручения премии «Хьюго».

## Награды и номинации
| Награда                                              | Дата церемонии вручения | Категория                                                                       | Получатель(-и) | Результат | Прим.                |
| ---------------------------------------------------- | ----------------------- | ------------------------------------------------------------------------------- | --- | --------- | -------------------- |
| «Золотой трейлер»                                    | 31 мая 2012             | «Трейлер блокбастера лета 2012»                                                 | «Personal» (MOCEAN) | Номинация | [ 6 ] [ 7 ]          |
| «Золотой трейлер»                                    | 31 мая 2012             | «Лучший телевизионный ролик в жанре экшн»                                       | «Become» (MOCEAN) | Номинация | [ 6 ] [ 7 ]          |
| Teen Choice Awards                                   | 22 июля 2012            | «Выбор фильма — Научная фантастика / Фэнтези»                                   | «Мстители» | Номинация | [ 8 ] [ 9 ] [ 10 ]   |
| Teen Choice Awards                                   | 22 июля 2012            | «Выбор актёра — Научная фантастика / Фэнтези»                                   | Крис Хемсворт | Номинация | [ 8 ] [ 9 ] [ 10 ]   |
| Teen Choice Awards                                   | 22 июля 2012            | «Выбор актёра — Научная фантастика / Фэнтези»                                   | Роберт Дауни-младший | Номинация | [ 8 ] [ 9 ] [ 10 ]   |
| Teen Choice Awards                                   | 22 июля 2012            | «Выбор актрисы — Научная фантастика / Фэнтези»                                  | Скарлетт Йоханссон | Номинация | [ 8 ] [ 9 ] [ 10 ]   |
| Teen Choice Awards                                   | 22 июля 2012            | «Выбор приступа»                                                                | Марк Руффало | Номинация | [ 8 ] [ 9 ] [ 10 ]   |
| Teen Choice Awards                                   | 22 июля 2012            | «Выбор злодея»                                                                  | Том Хиддлстон | Номинация | [ 8 ] [ 9 ] [ 10 ]   |
| Teen Choice Awards                                   | 22 июля 2012            | «Выбор актёра, укравшего сцену»                                                 | Крис Эванс | Номинация | [ 8 ] [ 9 ] [ 10 ]   |
| Teen Choice Awards                                   | 22 июля 2012            | «Выбор боевика»                                                                 | «Мстители» | Победа    | [ 8 ] [ 9 ] [ 10 ]   |
| Teen Choice Awards                                   | 22 июля 2012            | «Выбор звезды летнего кино: Мужчина»                                            | Роберт Дауни-младший | Номинация | [ 8 ] [ 9 ] [ 10 ]   |
| Teen Choice Awards                                   | 22 июля 2012            | «Выбор звезды летнего кино: Мужчина»                                            | Крис Хемсворт («Мстители» и «Белоснежка и охотник»)                                                                       | Победа    | [ 8 ] [ 9 ] [ 10 ]   |
| Teen Choice Awards                                   | 22 июля 2012            | «Выбор звезды летнего кино: Женщина»                                            | Скарлетт Йоханссон | Номинация | [ 8 ] [ 9 ] [ 10 ]   |
| Награды Голливудского кинофестиваля                  | 10 октября 2012         | «Визуальные эффекты»                                                            | Джефф Уайт | Победа    | [ 11 ]               |
| Награды Общества кинокритиков Детройта               | 14 декабря 2012         | «Лучший ансамбль»                                                               | «Мстители» | Номинация | [ 12 ]               |
| Награды портала Ассоциации кинокритиков Сент-Луиса   | 17 декабря 2012         | «Лучшие визуальные эффекты»                                                     | «Мстители» | Номинация | [ 13 ]               |
| People’s Choice Awards                               | 9 января 2013           | «Любимый фильм»                                                                 | «Мстители» | Номинация | [ 14 ]               |
| People’s Choice Awards                               | 9 января 2013           | «Любимый боевик»                                                                | «Мстители» | Номинация | [ 14 ]               |
| People’s Choice Awards                               | 9 января 2013           | «Любимая кинофраншиза»                                                          | «Мстители» | Номинация | [ 14 ]               |
| People’s Choice Awards                               | 9 января 2013           | «Любимый киноактёр»                                                             | Роберт Дауни-младший | Победа    | [ 14 ]               |
| People’s Choice Awards                               | 9 января 2013           | «Любимая киноактриса»                                                           | Скарлетт Йоханссон | Номинация | [ 14 ]               |
| People’s Choice Awards                               | 9 января 2013           | «Любимая звезда боевиков»                                                       | Крис Эванс | Номинация | [ 14 ]               |
| People’s Choice Awards                               | 9 января 2013           | «Любимая звезда боевиков»                                                       | Крис Хемсворт («Мстители» и «Белоснежка и охотник»)                                                                       | Победа    | [ 14 ]               |
| People’s Choice Awards                               | 9 января 2013           | «Любимая звезда боевиков»                                                       | Роберт Дауни-младший | Номинация | [ 14 ]               |
| People’s Choice Awards                               | 9 января 2013           | «Любимый супергерой фильма»                                                     | Крис Эванс (за роль Стива Роджерса / Капитана Америки)                                                                    | Номинация | [ 14 ]               |
| People’s Choice Awards                               | 9 января 2013           | «Любимый супергерой фильма»                                                     | Крис Хемсворт (за роль Тора)                                                                                              | Номинация | [ 14 ]               |
| People’s Choice Awards                               | 9 января 2013           | «Любимый супергерой фильма»                                                     | Роберт Дауни-младший (за роль Тони Старка / Железного человека)                                                           | Победа    | [ 14 ]               |
| People’s Choice Awards                               | 9 января 2013           | «Любимая экранная химия»                                                        | Скарлетт Йоханссон и Джереми Реннер                                                                                       | Номинация | [ 14 ]               |
| People’s Choice Awards                               | 9 января 2013           | «Любимое лицо героя»                                                            | Скарлетт Йоханссон | Номинация | [ 14 ]               |
| «Выбор критиков»                                     | 10 января 2013          | «Лучший боевик»                                                                 | «Мстители» | Номинация | [ 15 ]               |
| «Выбор критиков»                                     | 10 января 2013          | «Лучшие визуальные эффекты»                                                     | «Мстители» | Номинация | [ 15 ]               |
| «Выбор критиков»                                     | 10 января 2013          | «Лучшая мужская роль в боевике»                                                 | Роберт Дауни-младший | Номинация | [ 15 ]               |
| «Энни»                                               | 2 февраля 2013          | «Выдающееся достижение, анимационные эффекты в постановке живого исполнения»    | Джером Платто, Джон Сигурдсон, Райан Хопкинс, Рауль Эссиг и Марк Чатауэй («Мстители») — Industrial Light & Magic          | Победа    | [ 16 ]               |
| «Энни»                                               | 2 февраля 2013          | «Выдающееся достижение, анимация персонажей в живом исполнении»                 | Якуб Пистецки, Майя Кайзер, Скотт Бенца, Стив Кинг и Киран Бхат («Мстители») — Industrial Light & Magic                   | Номинация | [ 16 ]               |
| Награды Общества специалистов по визуальным эффектам | 5 февраля 2013          | «Выдающиеся визуальные эффекты в полнометражном фильме с визуальными эффектами» | Фильм: Сьюзан Пикетт, Янек Сиррс, Джефф Уайт и Гай Уильямс                                                                | Номинация | [ 17 ]               |
| Награды Общества специалистов по визуальным эффектам | 5 февраля 2013          | «Выдающийся анимационный персонаж в полнометражном фильме»                      | Халк: Марк Чу, Джон Даблстейн, Сайрус Джем и Джейсон Смит                                                                 | Номинация | [ 17 ]               |
| Награды Общества специалистов по визуальным эффектам | 5 февраля 2013          | «Выдающийся созданный антураж в полнометражном фильме»                          | Мидтаун: Ричард Блаф, Джайлс Хэнкок, Дэвид Мени и Энди Проктор                                                            | Победа    | [ 17 ]               |
| Награды Общества специалистов по визуальным эффектам | 5 февраля 2013          | «Выдающаяся виртуальная операторская работа в полнометражном фильме»            | Нижний Манхэттен: Колин Бенуа, Джереми Голдман, Тори Мерсер и Энтони Рисполи                                              | Номинация | [ 17 ]               |
| Награды Общества специалистов по визуальным эффектам | 5 февраля 2013          | «Выдающиеся модели в полнометражном фильме»                                     | Геликарриер: Рене Гарсия, Брюс Холкомб, Полли Инг и Аарон Уилсон                                                          | Победа    | [ 17 ]               |
| Награды Общества специалистов по визуальным эффектам | 5 февраля 2013          | «Выдающаяся сцена в полнометражном фильме»                                      | Удар Халка: Крис Балог, Питер Демарест, Нельсон Сепульведа и Алан Трэвис                                                  | Номинация | [ 17 ]               |
| BAFTA                                                | 10 февраля 2013         | «Лучшие визуальные эффекты»                                                     | «Мстители» | Номинация | [ 18 ]               |
| Премия Golden Reel                                   | 17 февраля 2013         | «Лучший монтаж звука — звуковые эффекты и фоули в полнометражном фильме»        | «Мстители» | Номинация | [ 19 ]               |
| «Оскар»                                              | 24 февраля 2013         | «Лучшие визуальные эффекты»                                                     | Янек Сиррс, Джефф Уайт, Гай Уильямс и Дэн Судик                                                                           | Номинация | [ 20 ]               |
| Kids’ Choice Awards                                  | 23 марта 2013           | «Любимый фильм»                                                                 | «Мстители» | Номинация | [ 21 ]               |
| Kids’ Choice Awards                                  | 23 марта 2013           | «Любимая киноактриса»                                                           | Скарлетт Йоханссон | Номинация | [ 21 ]               |
| Kids’ Choice Awards                                  | 23 марта 2013           | «Любимая мужская задница»                                                       | Роберт Дауни-младший | Номинация | [ 21 ]               |
| Kids’ Choice Awards                                  | 23 марта 2013           | «Любимая мужская задница»                                                       | Крис Хемсворт | Номинация | [ 21 ]               |
| Kids’ Choice Awards                                  | 23 марта 2013           | «Любимая женская задница»                                                       | Скарлетт Йоханссон | Номинация | [ 21 ]               |
| Kids’ Choice Awards                                  | 23 марта 2013           | «Любимый злодей»                                                                | Том Хиддлстон | Номинация | [ 21 ]               |
| «Империя»                                            | 24 марта 2013           | «Лучший научно-фантастический / фэнтезийный фильм»                              | «Мстители» | Номинация | [ 22 ]               |
| «Империя»                                            | 24 марта 2013           | «Лучшее 3D»                                                                     | «Мстители» | Номинация | [ 22 ]               |
| «Империя»                                            | 24 марта 2013           | «Лучший фильм»                                                                  | «Мстители» | Номинация | [ 22 ]               |
| «Империя»                                            | 24 марта 2013           | «Лучшая режиссура»                                                              | Джосс Уидон | Номинация | [ 22 ]               |
| «Империя»                                            | 24 марта 2013           | «Лучшая мужская роль»                                                           | Роберт Дауни-младший | Номинация | [ 22 ]               |
| Кинонаграды MTV                                      | 14 апреля 2013          | «Фильм года»                                                                    | «Мстители» | Победа    | [ 23 ] [ 24 ] [ 25 ] |
| Кинонаграды MTV                                      | 14 апреля 2013          | Лучшая актёрская команда                                                        | Роберт Дауни-младший и Марк Руффало                                                                                       | Номинация | [ 23 ] [ 24 ] [ 25 ] |
| Кинонаграды MTV                                      | 14 апреля 2013          | «Лучший бой»                                                                    | Роберт Дауни-младший, Крис Эванс, Марк Руффало, Крис Хемсворт, Скарлетт Йоханссон и Джереми Реннер против Тома Хиддлстона | Победа    | [ 23 ] [ 24 ] [ 25 ] |
| Кинонаграды MTV                                      | 14 апреля 2013          | «Лучший киногерой»                                                              | Роберт Дауни-младший | Номинация | [ 23 ] [ 24 ] [ 25 ] |
| Кинонаграды MTV                                      | 14 апреля 2013          | «Лучший киногерой»                                                              | Марк Руффало | Номинация | [ 23 ] [ 24 ] [ 25 ] |
| Кинонаграды MTV                                      | 14 апреля 2013          | «Лучший кинозлодей»                                                             | Том Хиддлстон | Победа    | [ 23 ] [ 24 ] [ 25 ] |
| «Золотой трейлер»                                    | 3 мая 2013              | «Лучший бокс-офис 2012 года»                                                    | «Мстители» | Победа    | [ 26 ]               |
| «Таурус»                                             | 11 мая 2013             | «Лучший бой»                                                                    | «Мстители» | Победа    | [ 27 ]               |
| «Таурус»                                             | 11 мая 2013             | «Лучшая работа на высоте»                                                       | «Мстители» | Победа    | [ 27 ]               |
| «Таурус»                                             | 11 мая 2013             | «Лучшая работа с автомобилем»                                                   | «Мстители» | Номинация | [ 27 ]               |
| «Таурус»                                             | 11 мая 2013             | «Лучший общий трюк, выполненный женщиной-каскадёром»                            | «Мстители» | Победа    | [ 27 ]               |
| «Таурус»                                             | 11 мая 2013             | «Самый сильный удар»                                                            | «Мстители» | Победа    | [ 27 ]               |
| «Таурус»                                             | 11 мая 2013             | «Лучший координатор каскадёров и/или режиссёр второго блока»                    | «Мстители» | Номинация | [ 27 ]               |
| «Небьюла»                                            | 19 мая 2013             | «Премия Рэя Брэдбери за выдающееся драматическое представление»                 | «Мстители»: Джосс Уидон (режиссёр и сценарист) и Зак Пенн (сценарист)                                                     | Номинация | [ 28 ]               |
| «Сатурн»                                             | 26 июня 2013            | «Лучший научно-фантастический фильм»                                            | «Мстители» | Победа    | [ 29 ] [ 30 ]        |
| «Сатурн»                                             | 26 июня 2013            | «Лучшая мужская роль второго плана»                                             | Кларк Грегг | Победа    | [ 29 ] [ 30 ]        |
| «Сатурн»                                             | 26 июня 2013            | «Лучшая режиссура»                                                              | Джосс Уидон | Победа    | [ 29 ] [ 30 ]        |
| «Сатурн»                                             | 26 июня 2013            | «Лучший сценарий»                                                               | Джосс Уидон | Номинация | [ 29 ] [ 30 ]        |
| «Сатурн»                                             | 26 июня 2013            | «Лучший монтаж»                                                                 | Джеффри Форд и Лиза Лассек                                                                                                | Номинация | [ 29 ] [ 30 ]        |
| «Сатурн»                                             | 26 июня 2013            | «Лучшие спецэффекты»                                                            | Янек Сиррс, Джефф Уайт, Гай Уильямс и Дэн Судик                                                                           | Победа    | [ 29 ] [ 30 ]        |
| «Хьюго»                                              | 1 сентября 2013         | «Лучшая постановка»                                                             | «Мстители» | Победа    | [ 31 ]               |

### Комментарии
1. ↑  Даты вручения наград и проставления номинаций указаны в хронологическом порядке.